# Ancala subvittata
Ancala subvittata är en tvåvingeart som först beskrevs av Ricardo 1908.  Ancala subvittata ingår i släktet Ancala och familjen bromsar.
Artens utbredningsområde är Seychellerna. Inga underarter finns listade i Catalogue of Life.